# Grammomys kuru
Grammomys kuru és una espècie de mamífer rosegador de la família dels múrids. Viu a Angola, el Camerun, el Congo, Costa d'Ivori, Guinea Equatorial, el Gabon, Ghana, Libèria, Nigèria, la República Centreafricana, la República Democràtica del Congo, Ruanda, Togo i Uganda. El seu hàbitat natural són els boscos humits o semiàrids, de plana o montans. És una espècie en risc mínim, és a dir, no sembla que hi hagi cap amenaça significativa per a la seva supervivència. El seu nom específic, kuru, es refereix a Kuru (República Democràtica del Congo).